# Foobar2000
foobar2000 (znany również jako fb2k) – odtwarzacz plików dźwiękowych dla systemu Windows. Program został stworzony przez Petera Pawlowskiego, twórcę niektórych wtyczek do innego odtwarzacza audio – Winampa. Program obsługuje 64-bitowe przetwarzanie i 32-bitowe próbkowanie dźwięku z ditheringiem. Duża liczba wtyczek umożliwia znaczne rozszerzenie podstawowych funkcji programu.

## Najważniejsze funkcje
- Wbudowana obsługa wielu formatów dźwiękowych: MP1, MP2, MP3, MP4, MPC, AAC, Ogg Vorbis, FLAC / Ogg FLAC, WavPack, WAV, AIFF, AU, SND, CDDA, WMA
- Dzięki dodatkowym wtyczkom, lista obsługiwanych formatów poszerza się o: DTS, ALAC, Monkey's Audio, MOD, S3M, XM, IT, 669, PTM, PSM, MTM, UMX, AVS, AC3, Westwood’s audio (.aud), Sierra’s sounds (.sfx/.aud), ACM, XA, GCN DSP, OKI ADPCM, RAC, BRR, ADX, kode ADPCM (Sony Playstation), Saturn CD, PSF i PSF2 (Sony PlayStation), SID, radia internetowe: XM Radio, Atari SAP Music, OptimFROG
- Obsługa plików Cue sheet
- Obsługa wielu formatów metadanych ID3v2, APEv2, Vorbis, ASF i innych.
- Odczyt w czasie rzeczywistym plików dźwiękowych wprost z archiwów RAR, 7-Zip i ZIP (wymagana wtyczka)
- Mała ilość zajmowanej pamięci
- Przeglądanie list odtwarzania w postaci wygodnych zakładek
- Wbudowana baza danych o posiadanych plikach dźwiękowych
- Obsługa standardu ReplayGain normalizującego głośność odtwarzanych plików pochodzących z różnych źródeł
- Interfejs użytkownika z możliwością rozbudowy
- Język skryptowy pozwalający na dowolne sformatowanie danych o plikach dźwiękowych wyświetlanych np. na playliście
- Możliwość dowolnej konfiguracji skrótów klawiszowych
- Pełna obsługa kodowania Unicode na systemach z rodziny NT
- Konwerter pozwalający na konwersję jakiegokolwiek źródła dźwięku na wiele formatów
- Tagowanie plików za pośrednictwem internetowej bazy danych (wymagana wtyczka freedb)
- Masowe tagowanie plików oraz korzystanie z wbudowanych skryptów usprawniających operację na wielu plikach (wymagana wtyczka Masstagger)